# Котляренко Михайло Григорович (Герой Соціалістичної Праці)
Котляренко Михайло Григорович (22 лютого 1904, Оситняжка — 10 лютого 1980, Єленовське) — радянський шахтар, прохідник шахти № 10 комбінату «Кузбассуголь» міста Осинники, Герой Соціалістичної Праці (1948).

## Біографія
Народився 22 лютого 1904 року в селі Оситняжка Єлисаветградського повіту Херсонської губернії (нині Кропивницького району Кіровоградської області) в сім'ї селянина. Двадцятилітнім юнаком Михайло Котляренко пішов на шахти на Донбас. Працював спочатку коногоном, а потім забійником у шахті № 11-біс «Смолянка» Донецька. У ті роки всі роботи з видобутку вугілля виконувалися шахтарями вручну, за допомогою кайла, обушка, санок, тачки.
У 1929 році переїхав на Кузбас і поступив на роботу в шахту «Капітальна-2» міста Осинники. Працював кріпильником, забійником, наваловідбійником. Працював прохідником на шахті № 10. Через два роки став досвідченим робочим зі швидким проходження гірничих виробок, відомим у всьому Кузнецькому басейні. 
Виробив свій оригінальний метод проходки гірських виробок, нову систему розташування шпурів, сміливо перейшов на буріння глибоких шпурів. Змінивши загальноприйняту технологію проходження виробок, новатор-прохідник домігся різкого скорочення простоїв, зростання продуктивності праці та збільшення посування гірничих виробок.
З 1936 року, протягом 12 років, він щомісяця перевиконував свої завдання. У 1946 році М.Г. Котляренко виконав річну норму на 164%, в 1947 — на 183%, а в 1948 — на 202%. За 10 місяців 1948 року він виробив дві річні норми.
У серпні 1949 Котляренко працював ву рахунок 1955 року і міськком ВКП(б), міськком Союзу вугільників та управління тресту «Молотовуголь» за підсумками змагання присвоїли йому звання «Кращий прохідник рудника по вугіллю». У той час прохідник дільниці № 7 Котляренко М.Г. шахти № 10 виконував норму виробітку на 300%.
За багаторічну і бездоганну роботу наказом Міністра вугільної промисловості СРСР М.Г. Котляренку присвоєно звання «Почесний шахтар». Нагороджений також медаллю «За трудову доблесть».
У 1954 році М. Р. Котляренко вийшов на пенсію. Жив у селі Єленовське Красногвардійського району нині Республіки Адигея. Помер 10 лютого 1980 року. Похований у селі Єленовське Красногвардійського району.

## Нагороди
- За видатні успіхи у збільшенні видобутку вугілля та впровадження передових методів роботи, Котляренко М.Г. Указом Президії Верховної Ради СРСР від 28 серпня 1948 року присвоєно звання Героя Соціалістичної Праці з врученням ордена Леніна і золотої медалі «Серп і Молот».
- У жовтні 1948 року, за довгу і бездоганну працю у вугільній промисловості, нагороджений медаллю «За трудову доблесть».